# Strada provinciale 20 del Lago di Cei
La strada provinciale 20 del Lago di Cei (SP 20) è una strada provinciale italiana della provincia autonoma di Trento. Il suo nome è dato dal fatto che si può raggiungere facilmente l'omonimo lago e la sua piccola località turistica. La strada ha una lunghezza totale di 18,211 km.

## Percorso

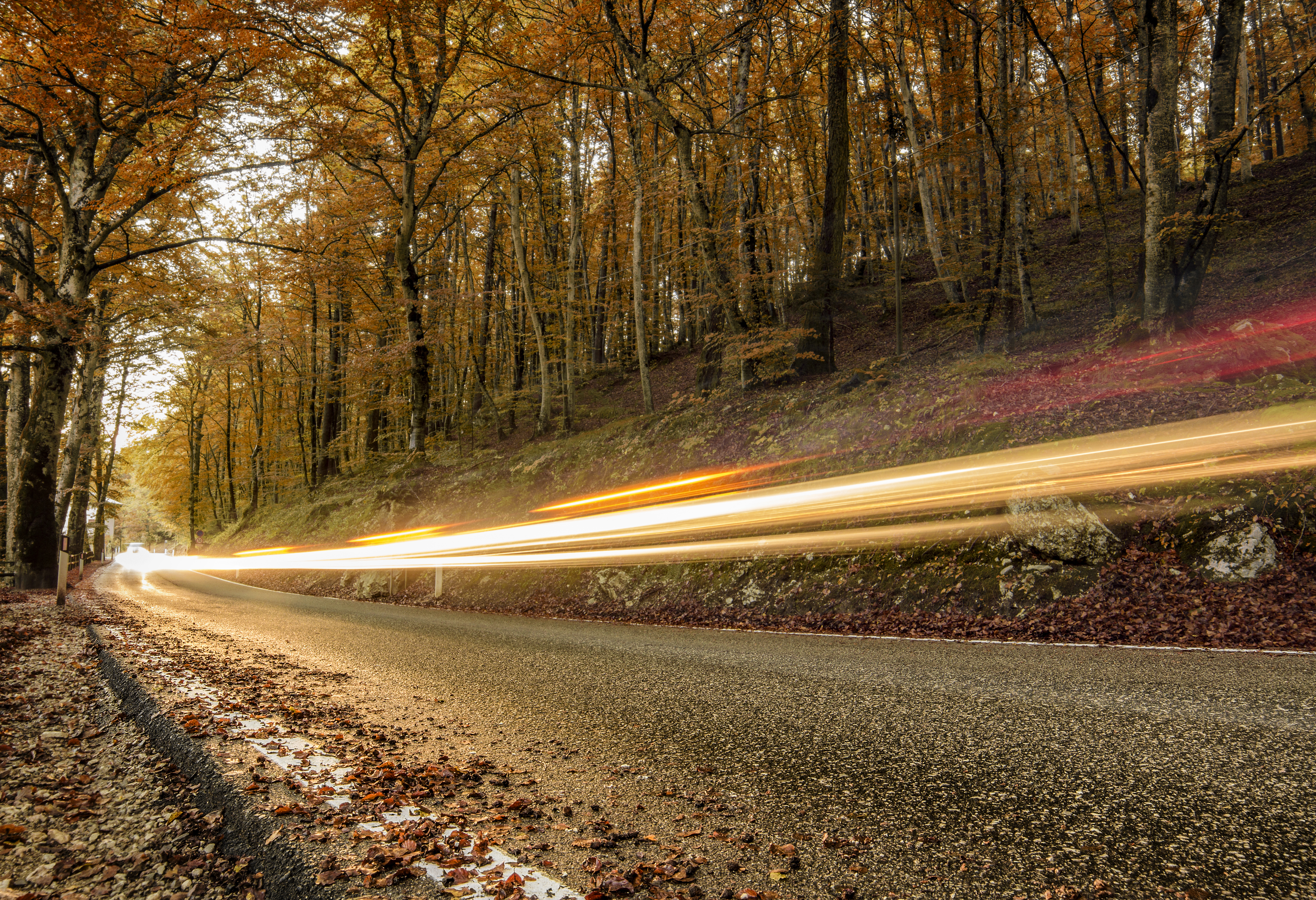
Auto mentre percorre la SP 20 del Lago di Cei nei pressi di quest'ultimo

Ha inizio a Villa Lagarina ovvero un comune posto a nord-ovest rispetto a Rovereto, situato nella parte nord della Vallagarina. La partenza è facilmente raggiungibile dalla SP 90 Destra Adige.
Nel percorso le località incontrate sono Nogaredo, Pedersano, Castellano, Lago di Cei ed infine Zendrana. Lungo la strada, al chilometro 9,5 troviamo anche un bivio con la fine della SP 88 della Val di Gresta, che permette di raggiungere la Val di Gresta passando per il passo Bordala.
La strada termina al raggiungimento del bivio con la SP 25 di Garniga, che permette di proseguire in direzione est tornando a fondo valle per raggiungere Aldeno e Trento, ad ovest invece permette di salire verso Garniga Terme, le Viote ed il Monte Bondone.

## Autobus
La SP 20 è anche prevista di una corsa con autobus passante per Lago di Cei - Bivio SP88 - Castellano - Molini - Villa Lagarina, svolta però da autonoleggiatore privato.

## Pericolosità della strada
La strada è molto frequentata soprattutto da ciclisti, nonostante la sua dimensione di careggiata ridotta, la sua ripidità e i suoi tornanti pericolosi. Per questo motivo su questa strada la provincia di Trento ha deciso di installare dei cartelli speciali per avvisare gli automobilisti di "rispettare il ciclista" mantenendo quindi una distanza di sicurezza ragionevole ed evitare manovre pericolose per costoro.